# Sadako och de tusen papperstranorna
Sadako och de tusen papperstranorna är en faktabok som handlar Sadakos liv. 
En papperstrana är en sorts origami där ett papper viks så att det får en form som liknar en fågel. 